# ماساهيرو ميياشيتا
ماساهيرو ميياشيتا (باليابانية: 宮下 真洋) (مواليد 10 أكتوبر 1975)، هو لاعب كرة قدم ياباني سابق كان يلعب كلاعب وسط.

## وصلات خارجية
- ماساهيرو ميياشيتا على موقع رابطة كرة القدم اليابانية للمحترفين (اليابانية)